# Арзюри
Арзюри́ (чув. арҫури, ар-çурри, ар-ҫӳри; также известен как «бог леса» (чув. вӑрман турӑ) или «мать леса» (чув. вӑрман амӑшӗ) — антропоморфное мифическое существо в чувашской мифологии; дух, хозяин леса.

## Название
Название «арзюри» связано с чув. ар — «человек, мужчина» и ҫурӑ (ҫурри) — «половина». Суффикс -ҫурри в чувашском языке имеет значение неполной принадлежности:
- чув. ама́-ҫурри́ — «мачеха» (букв. «наполовину мать»),
- чув. хӗр-ҫурри — «падчерица» (букв. «наполовину дочь»)[3].

Таким образом, ар-ҫурри означает «наполовину человек» — вероятнее всего, указывая на существо, лишь отчасти напоминающее человека, имитирующее его или в прошлом являвшееся человеком, что подтверждается в чувашских мифах и описаниях этого духа.
В удмуртской мифологии есть существо с идентичной этимологией, проживающее в лесу и имеющее ряд схожих черт поведения: палэсму́рт (удм. палэсмурт; где палэс — «половина» и мурт — «человек»).
Другое название арзюри — чув. вӑрма́н ту́рӑ «лесной бог» — аналогично одному из названий лешего — тат. урма́н иясе́ «лесной дух» у казанских татар. Южные чуваши считают арзюри женой убэде (чув. упӑте́), поэтому и зовут также чув. вӑрма́н а́мӑшӗ — «мать леса»).
Арзюри также называют бесстыжую или неряшливую женщину, непослушных детей.

## Внешний вид
В чувашской мифологии Арзюри описывается по-разному в зависимости от региона или конкретного мифа. В одних версиях он предстаёт как безобидный старик, близкий к человеческому облику. В других — как покрытое шерстью существо с большой головой, чёрным лицом, длинными спутанными волосами, двумя парами глаз (два спереди и два на затылке, размером с просяное зерно), а также с тремя руками и тремя ногами.
Также встречаются описания Арзюри в виде высокой женщины с чрезмерно длинными молочными железами, которые она перебрасывает через плечи. В некоторых мифах он уподобляется обезьяне.

## Происхождение
Согласно чувашским мифам, Арзюри воплощает души умерших, оставшихся без должного погребения и поминовения. К ним относятся:
- люди, чьи останки не были захоронены;
- те, кого похоронили без соблюдения традиционных обрядов;
- умершие, которых не поминали в установленные дни и не приносили им ритуальных угощений;
- пропавшие без вести (особенно уведённые в лес и брошенные там);
- больные, старики и увечные, оставленные в лесу;
- жертвы убийств или самоубийств;
- внебрачные младенцы, вынесенные в лес или овраг.

Эти души, лишённые покоя, становились частью лесного мира, превращаясь в Арзюри.

## Нравы
Основной чертой Арзюри была склонность к запугиванию и мучению людей. Он активно вмешивался в жизнь путников, сбивая их с дороги, заманивая в глухие чащи или болота с помощью обманных звуков. Он мастерски имитировал голоса животных и людей: мог лаять, как собака, визжать, как поросёнок, ржать, как лошадь, или даже кричать человеческими голосами, создавая иллюзию, что где-то рядом есть помощь. Однако стоит жертве откликнуться — звуки мгновенно прекращаются, а вместо них раздавался жуткий хохот, треск веток, топот и нечеловеческие вопли.
Арзюри любил принимать обманчивые облики: превращался в овцу, зайца, мерцающий огонёк или даже в хлебную скирду, чтобы привлечь внимание. Если человек поддаётся на уловку, дух начинает преследовать его, дико смеясь и дразня. В некоторых случаях он забегал вперёд, демонстрируя свои половые органы, чем ещё больше пугал жертву.
Особую жестокость Арзюри проявлял в облике обезьяны. В этом виде он нападал на заблудившихся, щекоча их до изнеможения, а иногда и до смерти. Ещё одна его страсть — вырывание зубов у людей. По одним поверьям, он делал из них ожерелья для своих детёнышей, по другим — просто лакомился ими.
Лошади — ещё одна жертва его проказ. Арзюри обожал кататься на них по ночам, доводя животных до изнеможения. После таких прогулок кони возвращались домой взмыленными, с запутанной гривой, а иногда и вовсе падали замертво от усталости. Чтобы поймать духа, чуваши намазывали спины лошадей смолой: когда Арзюри садился на коня, то прилипал и не мог сбежать. Пойманного духа высекали нагайкой, но это было рискованно — разозлённый Арзюри мог наслать проклятие на всю деревню. Считалось, что из-за его гнева сёла могли перестать расти, а их жители — вымирать.
Несмотря на свирепость, Арзюри проявлял нежность к человеческим детям. Он играл с ними, успокаивал и даже защищал, если те оказывались в лесу одни.
Согласно чувашским верованиям, Арзюри больше не существует — Бог уничтожил всех этих духов, поразив их молниями за их злодеяния.

## Способы защиты
Дух испытывает страх перед определенными вещами, и знание этих слабостей может спасти путника от опасности:
- Железо и кнут — металлические предметы (особенно ножи или топоры) и нагайки заставляют Арзюри держаться на расстоянии;
- Огонь и вода — разведенный костёр или река служат естественными барьерами, которые дух старается не пересекать;
- Собаки — лай и присутствие псов отпугивают Арзюри, так как он боится хищников, способных обгладывать кости;
- Черёмуха — если в костре горят ветки этого дерева, их потрескивание делает место непригодным для приближения духа;
- Хлеб — брошенный кусок хлеба отвлекает Арзюри, заставляя его забыть о преследовании. Этот метод основан на поверье, что духи леса ценят уважительное отношение и могут временно успокоиться после такого жеста.

Также существуют команды, позволяющие сбить след: если Арзюри преследует человека, нужно крикнуть: «В гору!», после чего дух потеряет возможность догонять. У реки следует обмануть его, сказав противоположное своему направление движения.

## Соответствия у других народов
В мифологии других тюркских народов арзюри соответствуют шурале у казанских татар и башкир, пицен у сибирских татар.

## В литературе
Образ арзюри был показан в одном из первых чувашских литературных произведений «Арзюри» (1879) М. Ф. Фёдорова.